# Edwalton
Edwalton är en ort i unparished area West Bridgford, i distriktet Rushcliffe, i grevskapet Nottinghamshire i England. Orten hade 4 759 invånare år 2021. Edwalton var en civil parish fram till 1935 när blev den en del av West Bridgford. Civil parish hade 290 invånare år 1931. Byn nämndes i Domedagsboken (Domesday Book) år 1086, och kallades då Edwoltone/Edwoltun.